# 평양교예극장

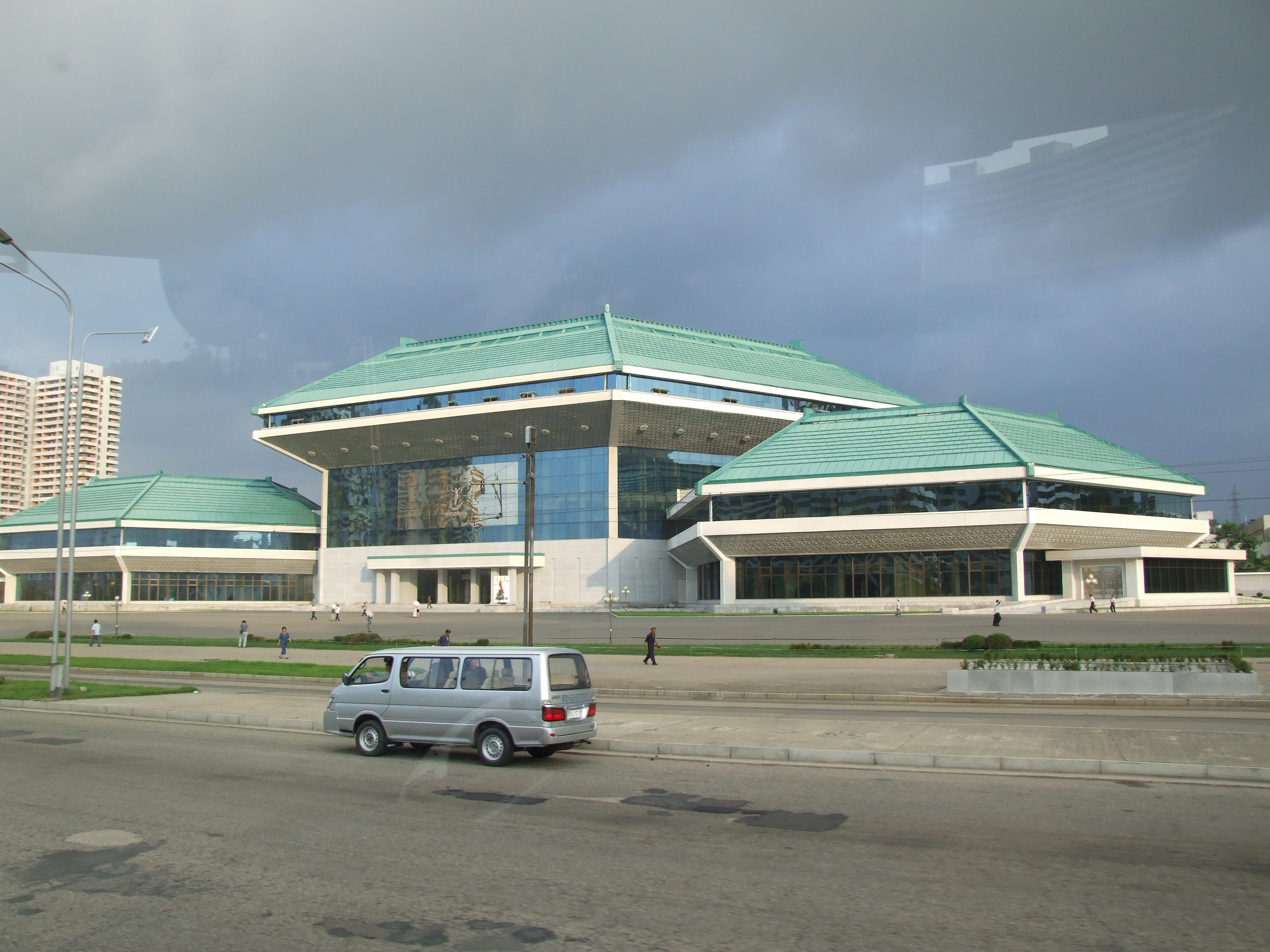
평양교예극장

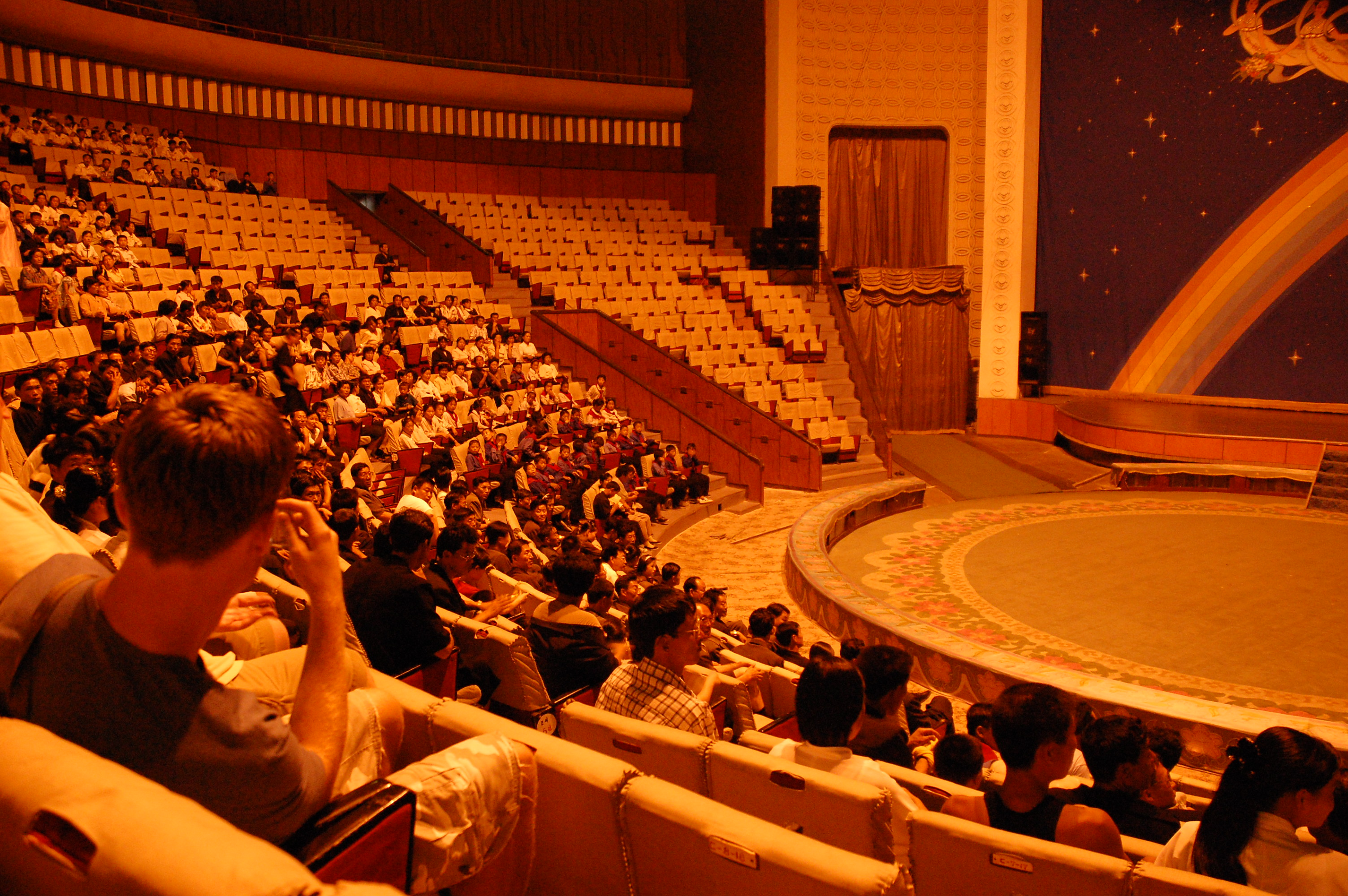
평양교예극장 내부 2007년 8월 모습

평양교예극장(平壤巧藝劇場, 영어: Pyongyang Circus Theatre)은 조선민주주의인민공화국 평양직할시 만경대구역 광복거리에 자리하고 있는 서커스 극장이다. 제13차 세계청년학생축전 행사를 위해 1989년 5월 준공되었으며, 2011년 10월 건물의 내외부에 대한 재단장 작업을 시행하였다.
극장의 부지면적은 80,000m2, 건물의 연건축면적은 54,000m2, 관람석은 3,500석 규모이다. 평양교예단의 전용공연장이며, 정기공연 외에 각 기념일에 맞춘 기념교예 공연장으로 활용된다.
이 극장의 외형은 여러 개의 다각형 묶음으로 되어 있는 독특한 형상을 가지고 있는데 북측 매체의 표현에 의하면 마치 하나의 교예동작과 같은 형상이라는 평가를 받고 있다. 전체 공간배치에서도 1호동에서 5호동까지의 기본 건물이 기하학적 구성을 보이고 있으며 극장 뒷편 오른쪽에 교예학교가 극장 부지안에 있다는 것이 특징이다. 두 개의 현관홀이 별도의 건물동으로 구성되어 있으며, 무대에서도 원형무대를 기본무대로 하고 일면무대 옆무대가 갖추어져 있다. 원형무대는 공연무대, 천정무대, 지하무대로 되어 있는데, 일반교예와 수중교예, 빙상교예, 동물교예가 두루 가능하도록 현대적 전환장치가 설비되어 있다. 기본무대인 원형무대는 관람석 중심에, 일면무대는 그 뒤쪽에 배치되어 있다. 2002년 5월에는 평양교예극장의 옆에 평양요술극장이 연 건축면적 1천500여 m2 관람석 300석 규모로 새롭게 개관하였다.
북한의 교예는 국제적으로 실력을 인정받은 분야로 최근에는 <날아다니는 처녀들>이라는 공중교예 작품으로 국제대회에서 우수한 수상성적을 받은 바 있으며, 평양교예단과 모란봉교예단 등이 평양교예극장과 인민군교예극장 등 전용공연장에서 공연하고 있다.

## 같이 보기
- 조선민주주의인민공화국의 문화